# Berck Basket Club
Il Berck Basket Club è una società cestistica avente sede a Berck, in Francia. Fondata nel 1929 come Association Sportive de Berck, nel 1975 assunse la denominazione attuale. Gioca nel campionato francese.

## Palmarès
- Campionato francese: 2

1972-1973, 1973-1974